# Die große Pfeife
Die große Pfeife (Aldo et Junior) ist eine französische Komödie von Patrick Schulmann (1984) mit Aldo Maccione. Sie basiert auf einem Comic von Georges Wolinski.

## Handlung
In den Jahren nach 1968 lebt Senior in Gemeinschaft mit seiner Frau und seinem kleinen Sohn. Die Frau weicht vom richtigen Weg ab und Senior erbt ihren Nachwuchs. Heute arbeitet Senior, ein etwas verlorener bärtiger Mann, in der Werbeabteilung einer Warenhauskette. Junior, ein ernsthafter junger Mann, setzt sein Studium erfolgreich fort. Sie leben in guter Harmonie zusammen, obwohl der Vater oft vom Verhalten seines Sohnes überrascht ist: Letzterer scheint mehr an Studien, Elektronik als an Sex interessiert zu sein; er wagt es sogar, sich mit einem jungen Mädchen in seinem Zimmer einzuschließen, um mit ihr zu arbeiten! Senior, der einige Probleme mit Frauen hat, ist empört über eine solche Einstellung. Dennoch hat Junior so gute Beziehungen zu diesen jungen Damen, dass er eines Abends eine ins Bett seines Vaters schickt. Und Senior freut sich auf einen Dreier mit seinem Sohn. Endlich die männlichen Attribute vergleichen und gemeinsam eine Frau teilen. Tatsächlich verfolgt diese charmante Person ein sehr genaues Ziel: ihren Bruder aus einem Bordell herauszuholen. Senior, Junior und alle ihre Freunde werden diese Aufgabe angehen. Nicht ohne Schwierigkeiten, nicht ohne Missverständnisse wird es dem gesamten Team gelingen, das Netzwerk der männlichen Prostitution abzubauen. Der Anführer der Bande ist kein anderer als Thorok, der Chef von Senior.

## Hintergrund

### Veröffentlichung
Die Uraufführung von Die große Pfeife war am 11. April 1984. Die deutsche Erstaufführung war am 3. April 1986.

### Synchronisation
In der deutschsprachigen Synchronisation wurde die Rolle des Senior von Joachim Kerzel und die des Paul von Randolf Kronberg gesprochen.

## Kritik
Filmdienst: „Von einigen Tiefschlägen abgesehen eine über weite Strecken witzige und bissige Satire.“